# Карандаш (клоун)
Каранда́ш или Каран д’Аш (настоящее имя — Михаи́л Никола́евич Румя́нцев; 27 ноября (10 декабря) 1901, Санкт-Петербург, Российская империя — 31 марта 1983, Москва, СССР) — советский артист цирка (клоун) и киноактёр. Герой Социалистического Труда (1979), народный артист СССР (1969).

## Биография

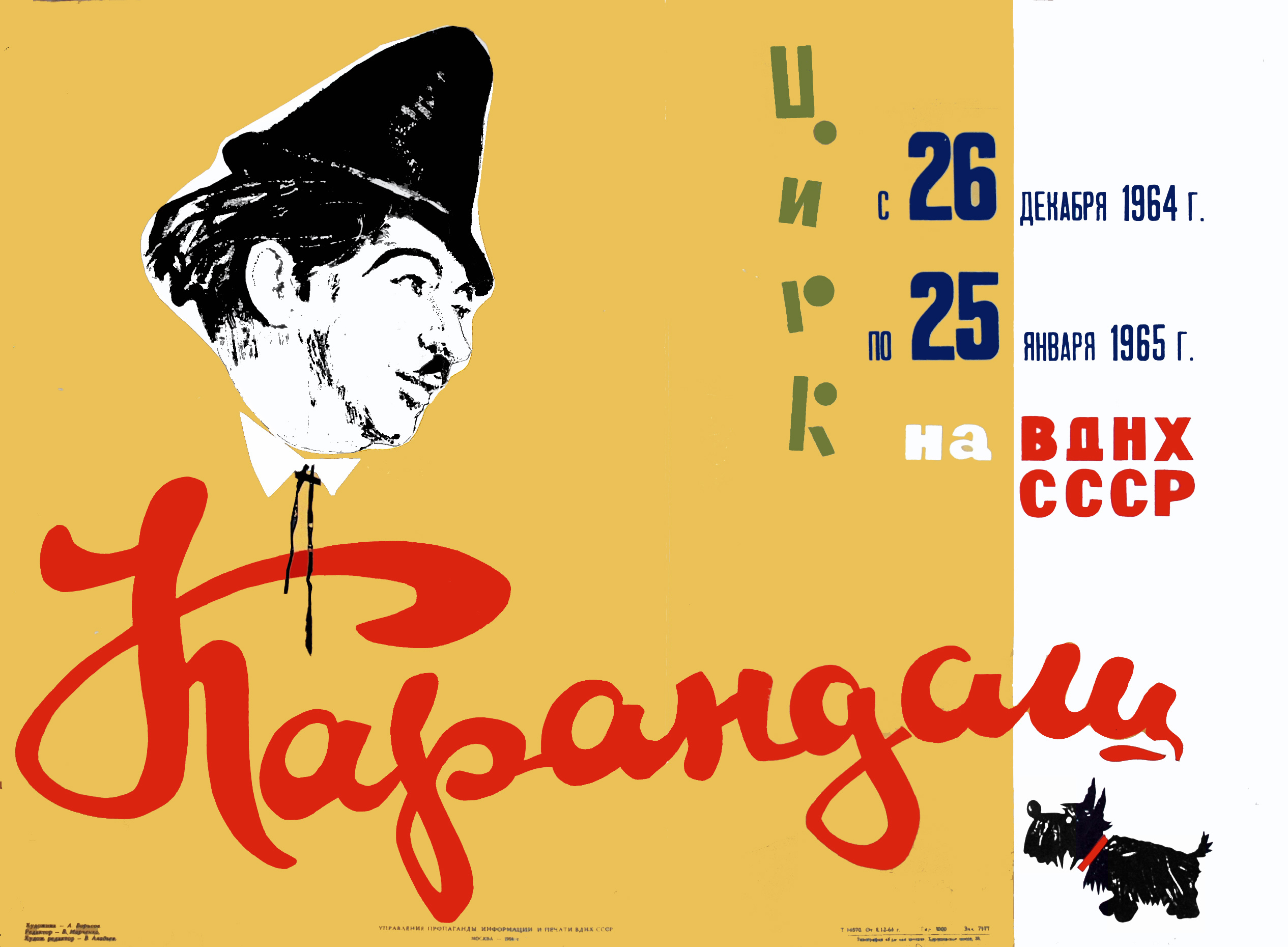
Афиша «Карандаш. Цирк на ВДНХ СССР (с 26 декабря 1964 г. по 25 января 1965 г.)».
Художник: А. В. Борисов

Михаил Румянцев родился 27 ноября (10 декабря) 1901 года. В энциклопедическом справочнике «Старица и Старицкий район», вышедшем в 2001 году под редакцией краеведа В. Н. Соколовой, утверждается, что М. Н. Румянцев родился в деревне Козлово Старицкого уезда (в 20 км от города на территории нынешнего Степуринского сельского поселения, в 2008 г. там проживало 3 человека), а в раннем детстве родители увезли его в Санкт-Петербург.
В 1914 году поступил в художественно-ремесленную школу Общества поощрения художеств (ныне — Санкт-Петербургское художественное училище имени Н. К. Рериха), но учился без интереса.
В 1922 году переехал в Старицу (ныне — Тверская область), где устроился писать плакаты для городского театра. В 1925 году, после гастролей с театром, остался в Твери и работал оформителем плакатов. В этом же году переехал в Москву, где устроился художником-плакатистом в кинотеатр «Экран жизни» и рисовал афиши для кинофильмов.
Летом 1926 года, увидев рядом с собой актёров эпохи немого кино М. Пикфорд и Д. Фэрбенкса-старшего, решил стать артистом. Поступил на курсы сценического движения, которые вела сестра знаменитой поэтессы Валерия Цветаева, затем — на Курсы циркового искусства (ныне — Государственное училище циркового и эстрадного искусства) в класс акробатов-эксцентриков, который вёл будущий главный режиссёр Цирка на Цветном бульваре М. С. Местечкин. Курсы окончил в 1930 году. После этого работал в цирках Смоленска, Казани, Сталинграда (ныне — Волгоград).
С 1928 года стал появляться на публике в клоунском образе Чарли Чаплина, но в 1932 году решил отказаться от этого образа.
С 1935 года начал работать в Ленинградском цирке в новом образе под именем Каран Д’Аш. Одновременно вырабатывал свой сценический образ, подбирая манеру выступления, костюм (конусообразная шляпа, мешковатый пиджак и широкие штаны).
С 1936 года переведён в Московский цирк (ныне — Московский цирк Никулина на Цветном бульваре). Публика столицы с интересом приняла нового артиста. Примерно в это же время артист решил добавить в свой сценический образ собаку — маленького скотч-терьера по кличке Клякса.

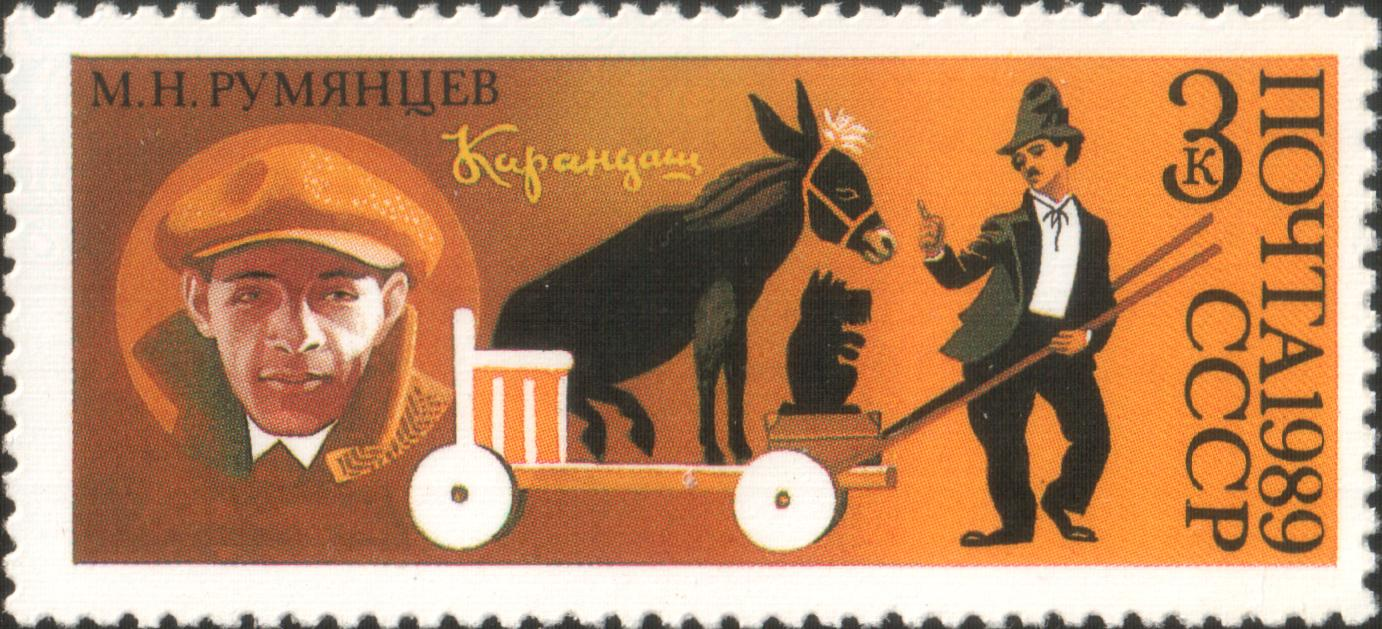
Почтовая марка СССР, 1989 год

О «политических» шутках знаменитого клоуна тоже ходили легенды. Например, во времена брежневского «застоя» он выходил на манеж с огромной «авоськой», битком набитой всякими дефицитными деликатесами: банками с икрой, палками сырокопчёной колбасы, ананасами и прочим (всё это было, конечно, муляжами). Выходил и молчал. И весь зал тоже молчал — ждал, что скажет Карандаш. Тогда клоун громко говорил: «Я молчу потому, что у меня всё есть. А вы почему?!». С другой стороны, Н. М. Румянцева вспоминает: «Карандаш не допустил ничего лишнего ни в репликах, ни в сюжетах, точно чувствуя границы».
Во время Великой Отечественной войны Михаил Румянцев выезжал на фронт вместе с созданной им артистической бригадой. 
В 1940—1950 гг. стал привлекать в свои выступления помощников-учеников. Одними из таких были Ю. Никулин и М. Шуйдин. Популярность клоуна была такова, что одними своими выступлениями он мог «спасти» любой цирк в финансовом плане — аншлаг был гарантирован. 
К своей профессии относился очень добросовестно и тщательно. Требовал безукоризненной точности в работе от своих помощников, осветителей, униформистов. Кроме того, Карандаш писал сценарии новогодних представлений для детей.
Неоднократно гастролировал за рубежом.
Всего проработал в цирке 55 лет и в последний раз вышел на манеж за две недели до своей смерти.
Скончался 31 марта 1983 года в Москве. Похоронен на Кунцевском кладбище (участок № 10).

### Семья
- Жена — Тамара Семёновна Румянцева (1918—1994).
- Дочь — Наталья Михайловна Румянцева (род. 1938), искусствовед, автор книги об отце «Карандаш» (1983, первое издание — 1976).
- Внучка — Овенэ Гагиковна Румянцева (род. 1972), поэт и драматург.

Рост артиста был всего 142 сантиметра, однако никаких комплексов он при этом не испытывал. Его супруга Тамара Семёновна была намного выше его и младше на семнадцать лет.

## Награды и звания
- Герой Социалистического Труда (1979)
- Заслуженный артист РСФСР (1939)[6]
- Народный артист РСФСР (1958)[7]
- Народный артист СССР (1969)
- Орден Ленина (1979)
- Два ордена Трудового Красного Знамени (1939, 1971)
- Медали[8]
- Почётная грамота Президиума Верховного Совета Азербайджанской ССР (1975)[9]

## Фильмография

### Роли
- 1938 — Весёлые артисты (короткометражный музыкальный фильм)
- 1938 — Новая Москва — клоун на карнавале
- 1939 — Высокая награда — клоун в цирке
- 1939 — Девушка с характером — официант в вагоне-ресторане
- 1941 — Неистовый рыболов (короткометражный) — главная роль
- 1941 — Старый двор
- 1942 — Концерт фронту — клоун Карандаш (номер с собакой «Речь министра пропаганды Геббельса»)
- 1943 — Киноконцерт к 25-летию Красной армии
- 1944 — Иван Никулин — русский матрос — итальянец
- 1948 — Карандаш на льду (короткометражный) — клоун Карандаш
- 1955 — Самоуверенный Карандаш (короткометражный) — клоун Карандаш
- 1964 — Соберите Венеру (фильм-спектакль) — Карандаш-киномеханик
- 1969 — Две улыбки (киноальманах) — новелла «Выкрутасы»
- 1969 — Парад-алле (фильм-концерт с участием артистов цирка) — клоунада «Венера» («Случай в парке»)

### Участие в фильмах
- 1966 — Это очень, очень серьёзно… (из документального цикла «Великие клоуны»)
- 1967 — Юрий Никулин (из документального цикла «Великие клоуны»)
- 1967 — День цирка на ВДНХ (документальный)
- 1983 — Цирк нашего детства (документальный)

## Образ Карандаша всоветской мультипликации
- Киноцирк (Союзмультфильм, 1942).
- Девочка в цирке (Союзмультфильм, 1950).
- Карандаш и Клякса — весёлые охотники (Союзмультфильм, 1954).

## Автор книг
- Румянцев М. На арене советского цирка / М. Румянцев; под ред. Е. Кузнецова. — М.: Искусство, 1954. — 144 с.
- Карандаш. Над чем смеётся клоун / Карандаш; вступ. ст. Ю. Никулина. — М.: Искусство, 1987. — 173 с.

## Память

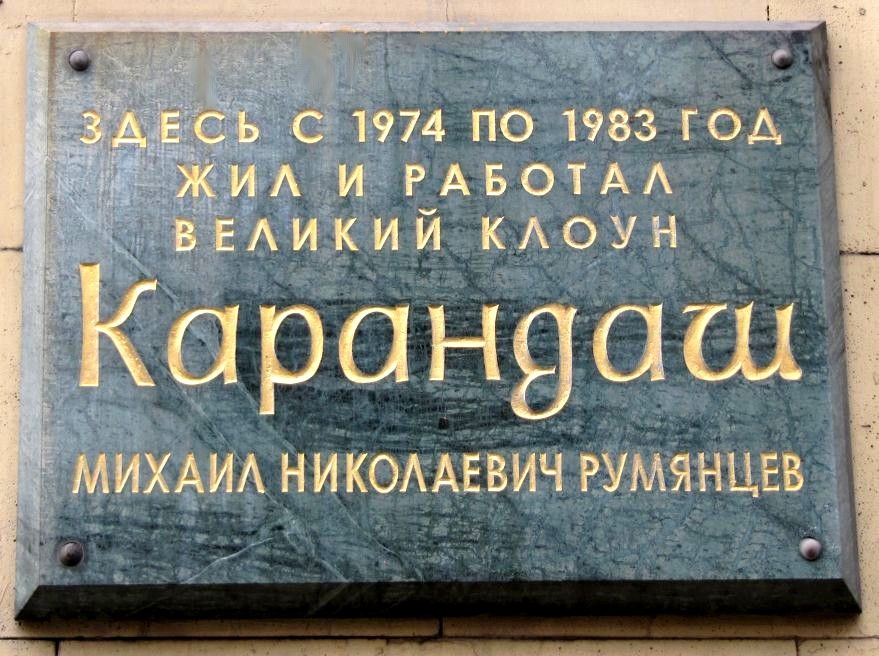
Мемориальная доска на 1-й Тверской-Ямской улице в Москве

- В Москве в фойе Московского цирка Никулина на Цветном бульваре установлена скульптура Карандаш и Клякса
- В Москве на доме (1-я Тверская-Ямская ул., д. 13, стр. 1), в котором Карандаш проживал с 1974 по 1983 год, установлена мемориальная доска[10].
- В Москве на улице Ефремова, д. 12, около здания Союза цирковых деятелей России установлена скульптурная композиция из бронзы, которая называется «Карандаш и его собака Клякса»: клоун в смешной шляпе стоит в натуральный рост, а у его ног — чёрный скотч-терьер. Автор этой композиции — белорусский скульптор В. Долгов[11].
  - Аналогичный памятник также установлен перед зданием Гомельского государственного цирка.
- В 2002 году после реконструкции Тюменского государственного цирка на площади перед ним расположили скульптурную композицию «Арена с тремя клоунами»: Ю. Никулиным, Карандашом и О. Поповым.
- В 1987 году имя клоуна было присвоено московскому Государственному училищу циркового и эстрадного искусства.
- В 2003 году о Михаиле Румянцеве был снят документальный фильм «Карандаш».
- 2006 — д/ф «Михаил Румянцев (Карандаш)» (из цикла передач телеканала ДТВ «Как уходили кумиры»)

Памятник в Москве на улице Ефремова, 12
Памятник Карандашу и его собачке Кляксе перед  зданием Гомельского государственного цирка
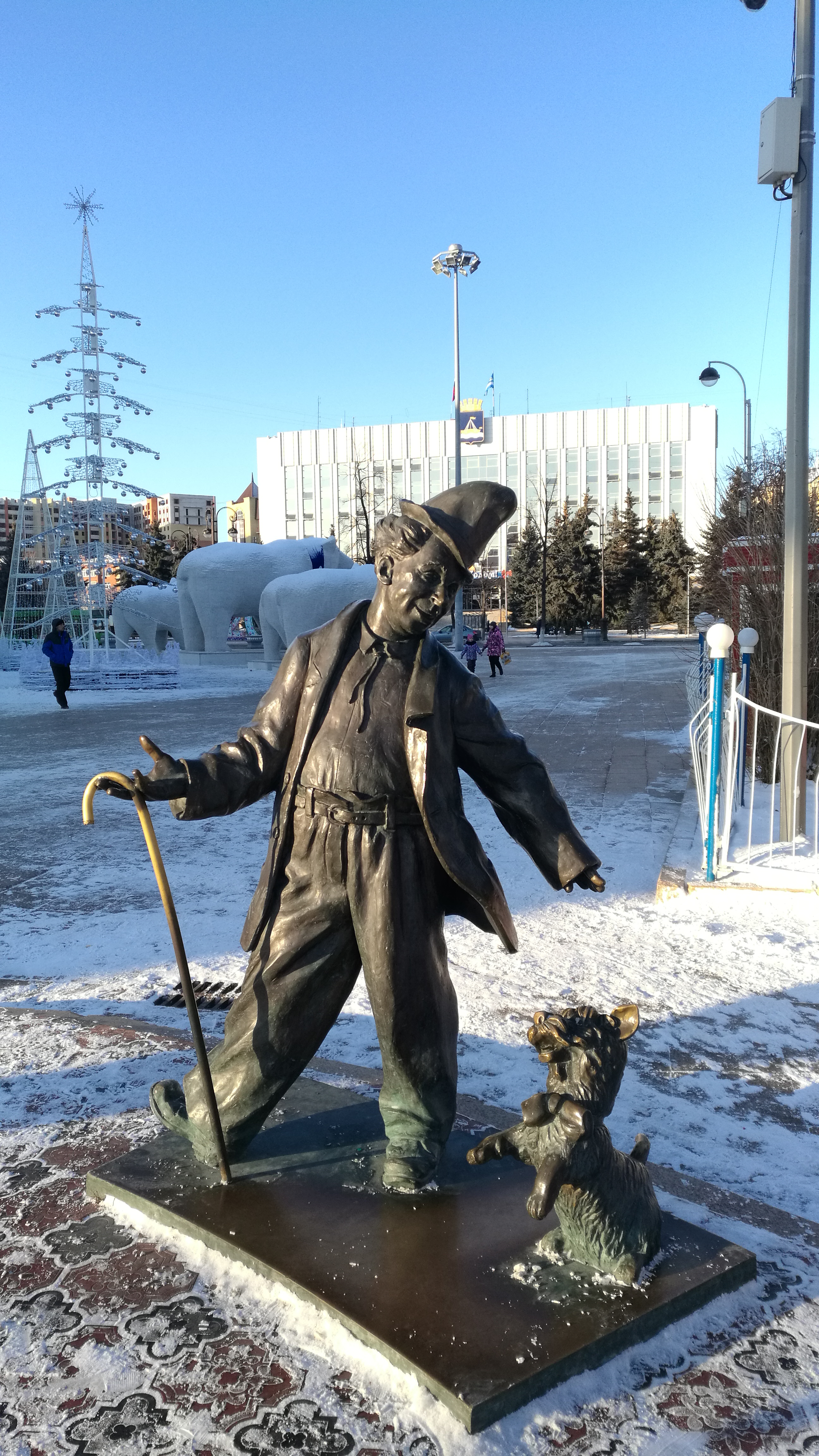
Памятник на Цветном бульваре в Тюмени
Могила на Кунцевском кладбище